# 7543 Prylis
7543 Prylis este o planetă minoră (asteroid), cu un diametru de 42,893 km, din Asteroid troian al lui Jupiter. A fost descoperită pe 19 septembrie 1973 la Observatorul Palomar de Cornelis Johannes van Houten și a fost numită după Prylis⁠(d). 
Obiectul prezintă o orbită caracterizată de o semiaxă mare de 5,1931658 UAi, o excentricitate de 0,063, o înclinație de 14,06618 ° în raport cu ecliptica.